# Bán Oszkár
Bán Oszkár, született Bergl (Pincehely, 1901. november 14. – Margate, USA, 1980. március 19.) magyar író, költő, újságíró, irodalomtörténész. 

## Élete
Bergl Gyula (1867–1914) pincehelyi gabonakereskedő és Weiszenstein Júlia fia. 1920-ban Budapesten érettségizett, majd két évig egy fővárosi biztosítótársaságnál dolgozott. Rendszeresen írt a Népszavába. Versei megjelentek A Hét, a Múlt és Jövő és a Nyugat című lapokban. 1922 nyarán kivándorolt az USA-ba, ahol Clevelandben gyári munkás volt. Az angol nyelv elsajátításakor Walt Whitman amerikai költő verseit ültette magyar nyelvre. 1929-től rövid ideig a clevelandi Szabadság című lap munkatársa, majd az Új Előre című baloldali lap munkatársa volt, ahol a beérkező munkáslevelekre válaszolt. A New York-i Figyelő és az Amerikai Magyar Népszava közölte írásait. Felkutatta és kötetbe szerkesztette az amerikai magyar költők alkotásait. Elsőként Varga József munkásköltő versével találkozott, akivel egészen 1941-ben bekövetkezett haláláig levelezett. A még kiadásra váró antológiája jelentős népköltési gyűjtést is tartalmaz. 1968-ban tért haza először közel ötven év távollét után.
Közreműködésével került haza Milton Smith (született Kupferschmidt Menyhért) Erdélyből származó New York-i műgyűjtő hagyatékából az a szerződés, amelyben Petőfi 1846. június 22-én 500 pengőforint ellenében átengedte Emich Gusztávnak az összes megjelent versei kiadását. A műgyűjtő rendelkezése alapján csak halála (1970) után kerülhetett Magyarországra a szerződés, amely azóta a Petőfi Irodalom Múzeum Gyűjteményében található. Az eredeti elképzelés szerint az irat a tulajdonosával együtt került volna eltemetésre.
Házastársa Seidman I. Helen volt, akivel 1930. július 12-én Ohio-ban kötött házasságot. A felesége 1920-ban vándorolt ki szüleivel Magyarországról.

## Művei
- Hajsza közben (versek, Budapest, 1922)
- A hajsza végén (versek, Montréal, 1968)
- Az amerikai magyar költészetről (Irodalomtörténet, 1976)
- Zsidó versek (Cleveland, 1977)